# Ciherang (Cibeber)
Ciherang is een bestuurslaag in het regentschap Lebak van de provincie Banten, Indonesië. Ciherang telt 3185 inwoners (volkstelling 2010).